# 12. korpus (Indija)
12. korpus je korpus Indijske kopenske vojske.

## Organizacija
Trenutna
- Poveljstvo
- 11. pehotna divizija
- 12. pehotna divizija
- 4. oklepna brigada
- 340. pehotna brigada